# Richard van Bleeck
Richard van Bleeck (Den Haag, 1670 - Londen, na 1748) was een kunstenaar uit de Nederlandse Gouden Eeuw, bekend als kunstschilder.

## Biografie
Van Bleeck werd geboren in 1670 in Den Haag. Hij was een leerling van Theodoor van der Schuer en Daniël Haringh. Hij werd een portretschilder en schilderde onder meer een portret van Coenraet Roepel. Vanaf 1695 was hij lid van het genootschap Confrerie Pictura. In Den Haag werd hij vader van Peter van Bleeck. Deze zoon zou later zijn leerling worden en hem opvolgen als portretschilder. In 1733 verhuisde hij naar Londen.

## Werken
Behalve portretten werd Van Bleeck bekend om zijn genrestukken, landschappen en historische stukken.
- Bibliothèque nationale de France: cb14803544t (data)
- Biografisch Portaal: 01780746
- Gemeinsame Normdatei: 1036390829
- International Standard Name Identifier: 0000 0000 8365 5950
- Library of Congress Control Number: nr94000458
- RKD-Nederlands Instituut voor Kunstgeschiedenis: 8957
- Union List of Artist Names: 500018026
- Virtual International Authority File: 95791629
- WorldCat: E39PCjJQ6RF8XBKYvhvdMW48qP